# Mahalaleel
Mahalaleel, Mahalalel sau Mihlaiel (arabă: مهلائيل‎, ebraică: מהללאל) a fost un patriarh biblic. Mahalaleel este fiul lui Cainan și tatăl lui Iared.